# Linda Hayden
Linda Hayden, född 19 januari 1953 i Stanmore, London, är en brittisk skådespelerska.

## Rollista i urval
- 1970 – Blodsmak
- 1971 – Satans skinn
- 1973 – Nattmaran
- 1973 – Some Mothers Do 'Ave 'Em (TV-serie) (1 avsnitt)
- 1974 – Vampira - en tjej på bettet
- 1978 – Pojkarna från Brasilien
- 1980 – De professionella (TV-serie) (1 avsnitt)
- 1981 – Dick Turpin (TV-serie) (1 avsnitt)
- 1983 – Par i hjärter (TV-serie) (1 avsnitt)
- 1997 – The Bill (TV-serie) (1 avsnitt)
- 2012 – Run for Your Wife